# Jarogniew

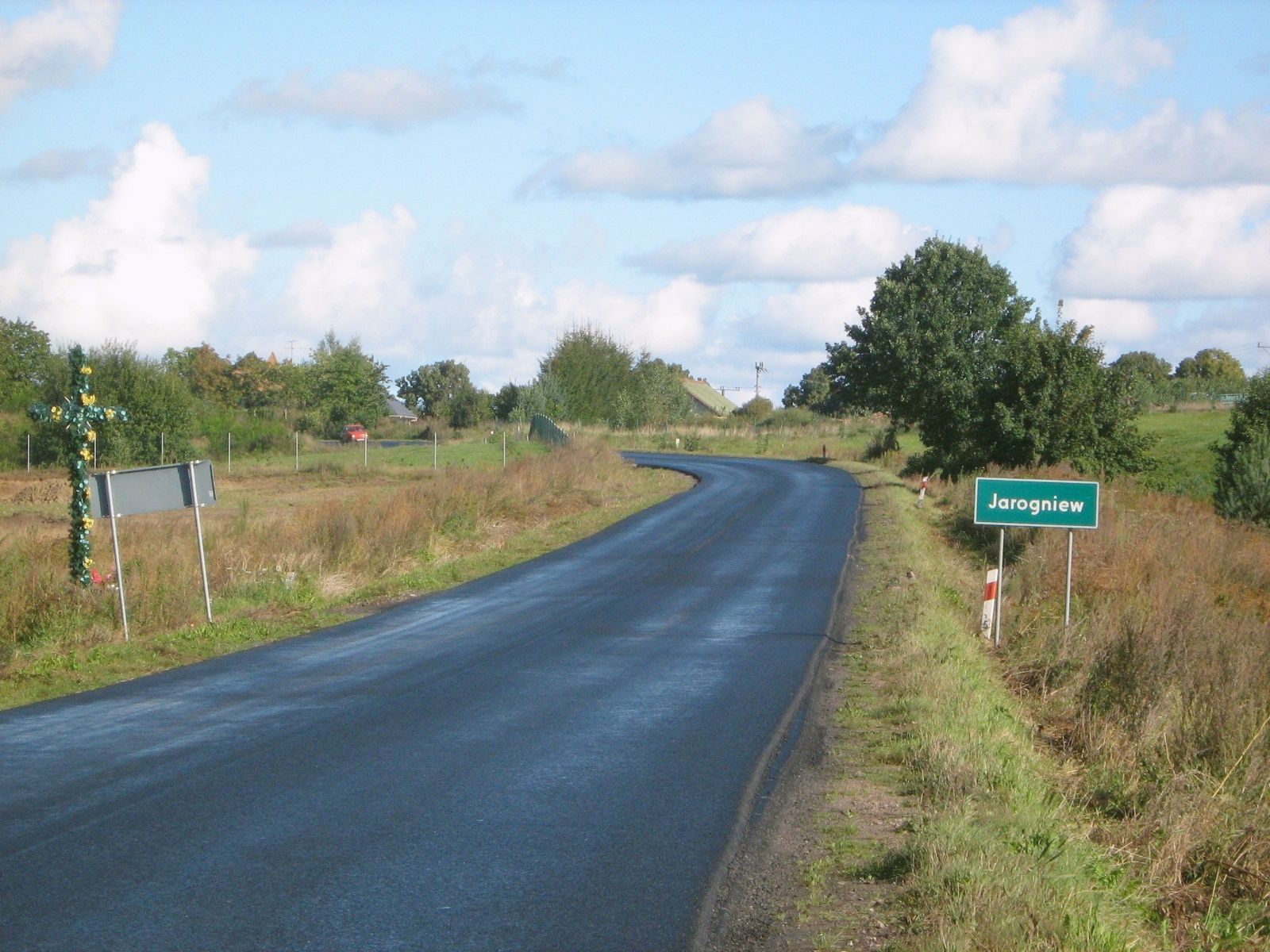
Ortsbild (Aufnahme von 2007)

Jarogniew (deutsch Karlshof) ist ein Wohnplatz in der Woiwodschaft Westpommern in Polen. Er gehört zu der Gmina Gościno (Gemeinde Groß Jestin) im Powiat Kołobrzeski (Kolberger Kreis). 
Der Wohnplatz liegt in Hinterpommern, etwa 12 Kilometer südlich von Kołobrzeg (Kolberg) und etwa 100 Kilometer nordöstlich von Stettin. 
Der Wohnplatz wurde zu Beginn des 19. Jahrhunderts als Einzelhof im Norden der Gemarkung des Dorfes Groß Jestin angelegt, knapp 2 Kilometer nördlich des Dorfes. Auf der Preußischen Generalstabskarte wurde er um 1845 als „Papke“ verzeichnet, was wohl den Namen des damaligen Eigentümers bezeichnet.  
In Karlshof wurden im Jahre 1864 9 Einwohner gezählt, im Jahre 1871 84 Einwohner (wobei wohl Höfe in der Umgebung mitgezählt wurden), und im Jahre 1925 20 Einwohner. Zu Karlshof als landwirtschaftlichem Betrieb gehörten im Jahre 1939  95 Hektar Land, davon 65 Hektar Ackerland; der Viehbestand betrug 8 Pferde, 34 Rinder und 50 Schweine. 
Im Jahre 1895 erhielt Karlshof Bahnanschluss mit einer eigenen Station an der Strecke Roman–Kolberg der Kolberger Kleinbahn (heute stillgelegt).
Bis 1945 bildete Karlshof einen Wohnplatz in der Gemeinde Groß Jestin und gehörte mit dieser zum Kreis Kolberg-Körlin in der Provinz Pommern.
1945 kam Karlshof, wie ganz Hinterpommern, an Polen. Es erhielt den polnischen Ortsnamen „Jarogniew“ und liegt heute im Gebiet der polnischen Gmina Gościno (Gemeinde Groß Jestin). Im Jahre 2017 wurden 66 Einwohner gezählt.